# Палійчук Ярослав Миколайович
Яросла́в Микола́йович Палійчу́к (1991, с. Малий Гвіздець, Івано-Франківська область — 9 травня 2022, у районі м. Курахового, Донецька область) — український художник-графік, військовослужбовець, солдат 54 ОМБр Збройних сил України, учасник російсько-української війни. Кавалер ордена «За мужність» III ступеня (2022, посмертно).

## Життєпис
Ярослав Палійчук народився 1991 року в селі Малий Гвіздець, нині Гвіздецької громади Коломийського району Івано-Франківської области України.
2015 року закінчив Косівський коледж прикладного та декоративного мистецтва Львівської національної академії мистецтв.
Професійний художник-графіст. Творив у техніці «сухий пензель».
Під час повномасштабного російського вторгнення в Україну був сапером 54-ї окремої механізованої бригади. Загинув 9 травня 2022 року в районі м. Курахового на Донеччині.
Похований 20 травня 2022 року в родинному селі.
Батьки Ярослава передали благодійному фонду «Повернись живим» мільйон гривень на потреби Збройних сил України. Іншу частину коштів, отриманих від держави, вони планують використати на друк книги з його малюнками, які намалював до повномасштабного російського вторгнення.

## Нагороди
- орден «За мужність» III ступеня (28 грудня 2022, посмертно) — за особисту мужність і самовідданість, виявлені у захисті державного суверенітету та територіальної цілісності України, вірність військовій присязі[2].